# Ксилография
Ксилогра́фия (др.-греч. ξύλον — «дерево» и γράφω — пишу, «черчу») — разновидность графического искусства, способ гравирования по дереву, а также оттиск на бумаге с деревянной печатной формы — эстамп. Гравюра на дереве, древнейшая из техник гравирования, относится к технике высокой печати, в которой углубления на доске, вырезанные штихелем, остаются на оттиске белыми, а краску накатывают валиком на выступающие части формы, и при переводе на бумагу под давлением она даёт чёрный тон.

## История
Предшественниками ксилографии Нового времени считаются древние эстампажи (фр. estampages — «оттиснутые») — оттиски рельефных изображений, вырезанных на камне, на бумагу. Подобная техника зародилась в Древнем Китае во II в. н. э. в связи с распространением бумаги и потребностью в тиражировании священных изображений и текстов буддизма. Самой ранней из сохранившихся считается страница буддийского текста «Алмазной сутры» из пещер Дуньхуана, напечатанная тушью на бумаге. Она датируется 868 годом и хранится в Британской библиотеке в Лондоне. Изображения для печати вырезали на камне, дереве, слоновой кости или яшме. Слегка увлажнённую бумагу накладывали на рельеф и вдавливали в углубления. Затем тампоном или кистью наносили краску. В результате получалось прямое изображение рельефа: его выпуклые части получались на бумаге тёмными или цветными, а углубления — белыми.
Ксилография получила распространение в странах Дальнего Востока. В Корее найден буддийский свиток-амулет «Сутра великого заклинания незапятнанного чистого света», оттиснутый в период с 704 по 751 годы.

### Продольная (обрезная) гравюра
В западноевропейском Средневековье мастера-гравёра по дереву называли «формшнайдер» (нем. Formschneider, от нем. Form — «форма, клише», и нем. Schneider — «закройщик, портной»), поскольку ранние европейские ксилографии были «обрезными», или «продольными». Художник или мастер-рисовальщик, переводящий рисунок на деревянную доску, наносил контуры и штрихи тушью, а затем формшнайдер обрезал ножом, или мессерштихилем (нем. Messerstichel — «резак»), и специальными стамесками каждый штрих с обеих сторон на глубину 2—8 мм. В промежутках дерево выбирали долотом. При такой трудоёмкой технике использовали доски продольного распила (отсюда название: продольная гравюра). На такой доске штрих легче всего резать вдоль волокон, в поперечном направлении появляются сколы, отсюда своеобразный «угловатый» характер рисунка старых ксилографий, по которому сразу узнаётся «обрезная гравюра». Дерево использовали мягких пород: грушу, липу. После резьбы доску закатывали краской и переносили оттиск на бумагу. Таким же образом изготавливали печатные доски для орнамента на ткани — техника набойки.
Одно из ранних произведений в истории западноевропейской ксилографии: «Библия нищих», или «Библия бедных» (лат. Biblia Pauperum) — книга, представляющая собой подборку отдельных листов — по некоторым данным, до 48—60 изображений с надписями — сцен и рассказов из священной истории Ветхого и Нового Заветов. Часто такие изображения раскрашивали от руки и сброшюровывали в кодексы, называвшиеся блокбухами. Они имели хождение до конца XV века.
С XIII в. во многих странах Центральной и Северной Европы получали распространение нравоучительные листки «флюгблатт» (нем. Flugblatt — листовка) и «бильдербоген» (нем. Bilderbogen — просветительский листок), также гравированные в «обрезной» технике на дереве: нравоучительные картинки с пояснительными надписями. Наибольшее распространение они получили в эпоху Реформации и в период Крестьянской войны в Германии. Однако с изобретением И. Гутенбергом книгопечатания с подвижных литер в 1445 году значение подобных листков постепенно уменьшается.
- «Библия бедных». XV век. Национальная библиотека Франции, Париж
- Флюгблатт. Германия. 1525
- Мятежные крестьяне окружают рыцаря. Ксилография так называемого Мастера Петрарки из «Зеркала Утешения» (Petrarcas Trostspiegel). Германия. 1539. Обрезная гравюра на дереве
- Ганс Гольбейн Младший. Бильдербоген: из иллюстраций к Ветхому Завету. 1530. Обрезная гравюра на дереве
- «Гравюра Фламмариона». Иллюстрация неизвестного художника к трактату К. Фламмариона «Атмосфера: популярная метеорология», стилизованная под средневековую гравюру на дереве. 1888 [5][6]
- Святой Христофор. 1423. Германия. Обрезная гравюра на дереве

Первые датированные европейские ксилографии — «Мадонна с четырьмя святыми» (1418) и Святой Христофор" (Буксгеймский Христофор, 1423, имеются листы, раскрашенные от руки) — возможно, награвированы в Базеле, Швейцария. После изобретения Гутенберга гравюры в качестве книжных иллюстраций стало возможным гравировать на отдельных досках, а затем монтировать в текст для одного «прогона» на рычажном прессе. Для этого идеально подходила техника высокой печати.
Большие гравюры склеивали из отдельных оттисков. Шедевром искусства Северного Возрождения является огромная ксилография Триумфальная арка императора Максимилиана I (нем. Die Ehrenpforte Maximilians I — «Почётные ворота Максимилиана I»), созданная в 1512—1515 годах в Нюрнберге по заказу императора Максимилиана I многими гравёрами под руководством и по проекту выдающегося художника Альбрехта Дюрера. Первое издание было опубликовано в 1517 году при жизни императора, второе — в 1526 году, через семь лет после его смерти. Печатная форма составлена из ста девяноста двух досок. Напечатана на тридцати шести больших листах бумаги, которые склеивали в одно гигантское полотно размером 295 × 357 см. В результате получилась самая большая гравюра из когда-либо созданных. Она предназначалась для вывешивания или наклеивания на стены в ратушах и аристократических дворцах.
Альбрехт Дюрер является мастером, который внёс наибольший вклад в развитие классической западноевропейской ксилографии, в частности, знаменитой серией из пятнадцати гравюр «Апокалипсис» (1498). За свою жизнь он создал 374 ксилографии, в том числе так называемые «Мастерские гравюры»: «Рыцарь, смерть и дьявол», «Святой Иероним в келье» и «Меланхолия» (1513—1514).
Особой разновидностью гравюры на дереве (а затем и на металле) высокой печати является шроттблаттер, или шроттшнитт (нем. Schrottblätter, от (нем. Schrot — «дробь» и нем. Blätter — «листы бумаги»; нем. Schnitt — «разрез, сечение») — техника гравирования, в которой рисунок создаётся с помощью множества точечных углублений на печатной форме, напоминающих дробь. Немецкий гравёр и историк искусства Пауль Кристеллер назвал такой способ гравирования пунсонным (фр. poinçon — «шило, пробойник»). Этот редкий способ гравирования появился во Франции и Германии в конце XV веке. Характерный чёрный фон, мелкие белые штрихи и точки придают подобным гравюрам особенную декоративность. Вероятно, такая техника возникла под влиянием техники обработки металлических изделий. Известны и гравюры, нарезанные как негатив — белым штрихом по чёрному фону, например, работы швейцарского мастера XVI века Урса Графа. Однако такая «белоштриховая манера» в гравюре по дереву является исключением.
- А. Дюрер. Триумфальная арка императора Максимилиана I. 1512—1515. Ксилография. Деталь
- А. Дюрер. Четыре всадника Апокалипсиса. 1497—1498. Ксилография
- К. Утамаро. Портрет куртизанки Хитомото в зелёно-красном кимоно. Цветная гравюра на дереве «окубиэ». Ок. 1800 г. Рейксмюсеум, Амстердам
- К. Хокусай. Большая волна в Канагаве. Из серии «Тридцать шесть видов Фудзи». 1823—1831. Цветная гравюра на дереве
- Уго да Карпи. Диоген. Ксилография в «манере кьяро э скуро» с четырёх досок по живописному оригиналу Пармиджанино. 1527
- А. Робер, Н. Лесюёр. Фигуры фрески Рафаэля «Афинская школа» в Ватикане. 1729. «Кабинет Кроза». Офорт, цветная гравюра на дереве

### Цветная ксилография
На Востоке, в Китае и, в особенности, в Японии, сложилась традиция изготовления больших красочных листов, календарей, альбомов из цветных гравюр на дереве школы укиё-э в жанрах: бидзинга («изображения красавиц»), окуби-э («большие головы»), няньхуа («новогодние картинки»). Одна из стилевых разновидностей японской цветной гравюры на дереве получила характерное название: нисикиэ («парчовые картины»), или гравюры «парчового стиля». Японские мастера школы укиё-э научились создавать при печати мягкие переходы цвета, так называемую «растяжку» тона от тёмного к светлому или от одного цвета к другому, главным образом за счёт предварительной «раскатки» красок валиком на специальной каменной или металлической «доске».
В странах Западной Европы цветная ксилография появилась в XVI веке. Одна из ранних форм: гольддрук (нем. Golddruck — «печать золотом») — способ печати, применявшийся немецкими мастерами эпохи Северного Возрождения. Заключается в сочетании традиционной чёрноштриховой гравюры, цветной подкладки с дополнительным «прогоном» золотой или серебряной краской со специально награвированной доски. В результате получается отпечаток в три тона, один из которых создаёт мерцающие отблески, что сообщает гравюре таинственное, мистическое настроение. Считается, что появление гольддруков в немецком искусстве того времени отражает тесную связь, существовавшую между трудом ремесленника-ювелира (в частности гравировкой по металлу и чернением серебряных изделий — техникой ниелло), и книжной миниатюрой. Самые известные мастера в этой технике: Х. Бальдунг Грин, Х. Бургкмайр, Х. Вехтлин, Л. Кранах Старший.
Другое нововведение — техника кьяроскуро (итал. chiaro е scuro — свет и тень), в которой печать производится последовательно с нескольких досок (для каждого цвета своя доска), при наложении (совмещение оттисков производится с помощью двух игл и еле заметных отверстий на бумаге и печатной форме) образующих многоцветное изображение с градациями тонов (откуда название). Выдающимся мастером кьяроскуро был венецианский живописец и гравёр Уго да Карпи (ок. 1480—1532). В 1516 году он подал прошение венецианскому сенату о даровании ему привилегии на печатание цветных гравюр в изобретённой им технике, которую сам мастер назвал новым способом «делать отпечатки, которые выглядят так, будто их сделали кистью» (di fare colle stampe di legno carte che paion fatte col pennello). Известным французским мастером кьяроскуро был Николя Лесюёр.

### Торцовая, тоновая, или «поперечная», гравюра
В 1770-х годах английский рисовальщик и гравёр Томас Бьюик (1753—1828) изобрёл способ гравирования на поперечном срезе ствола твёрдых пород дерева. В этой технике доска, склеенная из нескольких частей поперечного среза, тщательно отшлифованная, позволяет с одинаковой лёгкостью работать штихелем во всех направлениях как традиционным «чёрным» (обрезным), так и «белым» штрихом. Дерево в поперечной гравюре используется преимущественно твёрдых пород — бук, пальма, самшит, реже — груша. Это даёт возможность тончайшими штрихами создавать миниатюры, пригодные для иллюстраций изящных изданий малого формата. Кроме того, твёрдые породы позволяли печатать ксилографии значительным, практически неограниченным тиражом, что крайне важно для книжных иллюстраций. Такой тираж при малом изменении качества может доходить до нескольких десятков тысяч экземпляров.
Томас Бьюик создал в новой технике книжные иллюстрации к «Общей истории четвероногих» и двухтомной «Истории птиц Британии». Кроме того, он вырезал виньетки к изданиям классиков английской литературы. Им созданы иллюстрации к стихам Р. Бёрнса и басням Эзопа. Последователями Бьюика в технике тоновой гравюры были немецкие мастера Фридрих Унцельман (1797—1854), братья Альберт (1814—1886) и Отто (1816—1851) Фогели.
- Т. Бьюик. Иллюстрация к «Истории британских птиц». 1847. Ксилография
- Т. Бьюик. Экслибрис Дж. Андерсона. 1800. Ксилография
- П. А. Шиллинговский. Ростральные колонны. Из альбома «Петербург. Руины и Возрождение. 1923. Ксилография
- А. И. Кравченко. Иллюстрация к повести Н.В. Гоголя «Портрет». 1928. Ксилография
- А. И. Кравченко. Экслибрис В. Д. Фалилеева. 1922. Ксилография

Живописность новой техники — неограниченные возможности сочетания различных прямых, перекрёстных, диагональных штрихов, пунктира, сочных белых и чёрных пятен — дала основания называть её тоновой. Торцовая гравюра идеально подходит для создания экслибрисов, книжных виньеток, заставок, буквиц, инициалов и монограмм. Однако у неё есть губительный соблазн. Широкие возможности в передаче тональных нюансов сделали её подходящей для репродукционных задач — воспроизведения в тиражных изданиях живописных оригиналов. Отсюда третье название торцовой гравюры — «репродукционная». Тоновая гравюра стала незаменимой формой репродукции, хотя и чёрно-белой, до появления и широкого распространения с 1830-х годов хромолитографии и фотомеханических способов репродуцирования живописи. Это послужило одной из основных причин потери искусством гравюры своего специфического изобразительного языка.

### Школа Фаворского и возрождение чёрноштриховой гравюры
Классическую чёрно-штриховую манеру в гравюре на дереве отчасти возродили художники петербургского объединения «Мир искусства»: А. П. Остроумова-Лебедева и П. А. Шиллинговский.
В начале XX века выдающийся русский художник, гравёр-ксилограф и теоретик искусства Владимир Андреевич Фаворский, его последователи и ученики, сумели вернуть искусству ксилографии её неповторимые художественные особенности. Фаворский много работал в книжной графике. Он и его последователи в 1910—1930-х годах решительно отказались от белого штриха, вернулись к средневековой технике чёрноштриховой гравюры, но использовали не продольный, а торцовый срез дерева. Они по-новому стали решать задачи особенной, специфичной для искусства гравюры целостности пространственных отношений изображения на плоскости белого листа бумаги. Формальная интенсивность взаимодействия чёрного и белого тонов, «звучность» и декоративность гравюр художников «школы Фаворского» способствовали их органичному «вхождению» в композицию книги «как целостного организма» (определение Фаворского). Иллюстрации строились без обрамлений — свободным пятном на белом поле листа как особом изобразительном пространстве — и, следовательно, активно взаимодействовали с пространством книги. Конструктивность изображений — иллюстраций, виньеток, заставок, органичная связь изображений со шрифтом, который также «конструировали» художники школы Фаворского, создавали оригинальные художественные тропы, особый метафорический язык, сближавший графику и искусство слова. За сложность, экспрессию и напряжение небольших по размеру гравюр А. М. Эфрос назвал Фаворского «Сезанном современной ксилографии».
Мастер настойчиво доказывал и демонстрировал на примере своих гравюр, как взаимодействуют чёрное и белое — одно и то же изображение мы можем воспринимать как чёрное на белом или как белое на чёрном, это создаёт пространственность гравюры, одновременно «в цвето-пространственные отношения вступает белизна бумаги», а осязательные, двигательные ощущения придают изображению пространственно-временну́ю целостность. Причем «чёрное в гравюре выглядит активнее, материальнее», оно «сопротивляется», противодействует белому, а белое «не пускает чёрное», что и выражает гравюрный штрих. Приводя к единству противоположные начала, художник постигает возможность «цельно воспринимать, видеть и изображать разнопространственное и разновременно́е». Чёрноштриховая гравюра отчасти стала напоминать свободный рисунок кистью или пером и чёрной тушью на бумаге: росчерки, динамические линии, напоминающие мазки, и, одновременно тонкая сеть исключительно гравюрных штрихов. Такого богатства экспрессии и фактуры ранее ксилография не знала.
Среди первых учеников «круга Фаворского», сформировавшегося к 1929 году, были М. М. Аксельрод (1902—1970), А. Д. Гончаров, Б. В. Грозевский (1899—1955), П. Я. Павлинов, Н. И. Падалицын, М. Л. Фрам, И. А. Шпинель.
В 1933 году для оформления и создания иллюстраций серии «Сокровища мировой литературы» московского издательства «ACADEMIA» были приглашены лучшие художники, в том числе ксилографы школы В. А. Фаворского. Учениками Фаворского были рисовальщики и гравёры С. Д. Бигос, А. Д. Гончаров, Г. А. Ечеистов, Ф. Д. Константинов, Л. Р. Мюльгаупт, М. И. Пиков, Ю. И. Пименов, М. И. Поляков.
Другие русские гравёры того времени не учились непосредственно у Фаворского, например П. Я. Павлинов и Н. И. Пискарёв, но испытали его влияние. Как говорили тогда, «мимо Фаворского не удалось пройти никому». Иные мастера, например И. Н. Павлов, В. Д. Фалилеев, остались в стороне от этого движения.
Многие современные мастера перешли от трудоёмкой и затратной ксилографической техники к более лёгкой и универсальной линогравюре (гравюре на линолеуме, пластике) с использованием тех же инструментов: штихелей разного размера и профиля. Линии и штрихи линогравюры похожи на ксилографические, но более пластичный, мягкий материал, возможность значительного увеличения размера способствуют широкой и смелой манере с применением больших пятен белого и чёрного и экспрессивного штриха.

## Мастера ксилографии
- Мастер E. S. (1420-е — около 1468) — немецкий художник.
- Альбрехт Дюрер (1471—1528) — немецкий художник.
- Лукас ван Лейден (1494—1533) — голландский художник.
- Жан-Мишель Папийон (1698—1776) — французский график.
- Томас Бьюик (1753—1828) — английский гравёр и орнитолог.
- Мориц Ретч (1779—1857) — немецкий гравёр и иллюстратор.
- Эдмунд Эванс (1826—1905) — английский гравёр.
- Холевиньский, Юзеф (1848—1917) — польский художник, график, гравер.
- Василий Васильевич Матэ (1856—1917) — русский художник, гравёр.
- Анна Петровна Остроумова-Лебедева (1871—1955) — российская и советская художница.
- Павел Яковлевич Павлинов (1881—1966) — русский и советский график.
- Павел Александрович Шиллинговский (1881—1942) — российский и советский художник, живописец и гравёр.
- Хасуи Кавасэ (1883—1957) — японский график.
- Дмитрий Исидорович Митрохин (1883—1973) — русский и советский график.
- Владимир Андреевич Фаворский (1886—1964) — русский и советский график.
- Гиббингс, Роберт (1889—1958) — ирландский и английский мастер гравюры на дереве, писатель, издатель.
- Франс Мазерель (1889—1972) — бельгийский график.
- Алексей Ильич Кравченко (1889—1940) — советский художник, живописец и график.
- Мауриц Корнелис Эшер (1898—1972) — нидерландский график.
- Геннадий Дмитриевич Епифанов (1900—1985) — советский график.
- Михаил Владимирович Маторин (1901—1976) — советский график.
- Йон Савио (1902—1938) — саамский норвежский художник.
- Эдуард Анатольевич Будогоский (1903—1976) — советский художник-график, книжный иллюстратор.
- Андрей Дмитриевич Гончаров (1903—1979) — советский художник.
- Валантен Ле Кампион (1903—1952) — французский рисовальщик и гравёр по дереву, книжный график и иллюстратор.
- Владимир Елпидифорович Кайдалов (1907—1985) — узбекский советский график.
- Фёдор Денисович Константинов (1910—1997) — советский график.
- Яков Яковлевич Гнездовский (1915—1985) — американский художник украинского происхождения.
- Аркадий Михайлович Колчанов (1925—2008) — советский и российский график.
- Анатолий Иванович Калашников (1930—2007) — советский график.
- Михаил Михайлович Верхоланцев (1937) — советский и российский график.
- Сердюков Владимир Иванович (1924—2003) — советский и российский художник-график, мастер черно-белой и цветной ксилографии и реставратор ксилографии.

## Применение ксилографии в книгопечатании
- Эльзевиры
- Пискаторы
- Альдины
- Skira[18], и многие другие.

Оригинальный пример использования в отдельных изданиях фрагментов репродукций ксилографий, в частности — изображения животных — на некоторых обложках полиграфической продукции демонстрирует американская издательская компания O’Reilly Media.